# Ahmed Issa
Ahmed Issa, född 17 juli 1943, död 1983, var en friidrottare från Tchad. Han deltog vid olympiska sommarspelen 1964 och olympiska sommarspelen 1968.